# Park Chan-hee
Park Chan-hee (* 23. März 1957 in Busan) ist ein ehemaliger südkoreanischer Boxer im Fliegengewicht.

## Profikarriere
Im Jahre 1977 begann er erfolgreich seine Profikarriere. Am 18. März 1979, bereits in seinem 11. Kampf, boxte er gegen Miguel Canto um die WBC-Weltmeisterschaft und gewann durch einstimmige Punktrichterentscheidung. Diesen Gürtel verteidigte er insgesamt fünf Mal und verlor ihn im Mai des darauffolgenden Jahres an Shōji Oguma durch Knockout.
Im Jahre 1982 beendete er seine Karriere.